# Torma (comune rurale)
Torma era un comune rurale dell'Estonia orientale, nella contea di Jõgevamaa. Il centro amministrativo era l'omonimo borgo (in estone alevik).
Nel 2017 il comune è entrato a far parte del comune rurale di Jõgeva durante la riforma amministrativa dei comuni estoni, ad eccezione del villaggio di Vikikvere, che è entrato a far parte del comune rurale di Mustvee.

## Località
Oltre al capoluogo, il comune comprende un altro borgo, Sadala, e 24 località (in estone küla):
Iravere - Kantküla - Kodismaa - Koimula - Kõnnu - Leedi - Liikatku - Lilastvere - Näduvere - Ookatku - Oti - Rääbise - Rassiku - Reastvere - Sätsuvere - Tähkvere - Tealama - Tuimõisa - Tõikvere - Vaiatu - Vanamõisa - Võidivere - Võtikvere.